# Stor kindlöpare
Stor kindlöpare (Leistus rufomarginatus) är en skalbaggsart som först beskrevs av Caspar Erasmus Duftschmid 1812.  Stor kindlöpare ingår i släktet Leistus, och familjen jordlöpare. Arten är reproducerande i Sverige.

## Bildgalleri

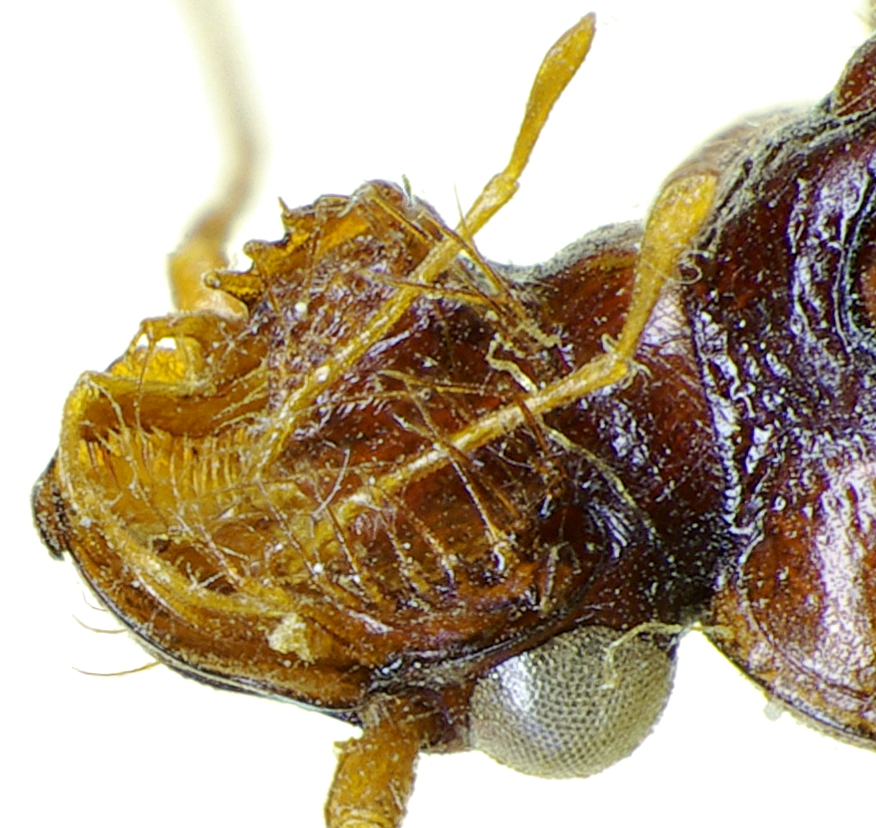